# كأس النرويج 1924
كأس النرويج 1924 (بالنرويجية: Norgesmesterskapet i fotball for menn 1924)‏ هو الموسم 23 من كأس النرويج. أشرف على تنظيمه اتحاد النرويج لكرة القدم، وفاز فيه نادي أود.